# Biblioteca Pública Bangor
La biblioteca Pública Bangor (en inglés: Bangor Public Library) es la biblioteca pública de Bangor (Maine). La biblioteca fue fundada por primera vez en 1830 como biblioteca privada de la Asociación Mecánica de Bangor. En 1883, el excongresista de los Estados Unidos y el barón Samuel F. Hersey dejaron la ciudad de Bangor, con un legado de $ 100 000 dólares que la ciudad utilizó para formar una biblioteca pública de titularidad municipal. En 1905, la pequeña cuota de membresía fue abolida y la biblioteca se convirtió realmente accesible al público en general.

## Historia
El edificio de la biblioteca actual, diseñado por la firma arquitectónica de Boston Peabody y Stearns, abrió sus puertas en 1913. A diferencia del edificio anterior, que se encuentra en el centro del distrito de negocios, este fue localizado por la nueva escuela secundaria.
En 1911, la colección de la biblioteca había aumentado a 70 000 libros, sin embargo, todos menos 29 fueron quemados en un gran incendio que destruyó la mayor parte del distrito de negocios de Bangor. La biblioteca reabrió en mayo de 1911 con un puñado de libros guardados y otros 1300 que estaban prestados. La biblioteca está listada en el Registro Nacional de Lugares históricos como parte del gran incendio de 1911.
La biblioteca fue renovada y ampliada considerablemente con la adición de una nueva ala en 1997, gracias a una donación de Stephen King y Tabitha.